# باشگاه فوتبال استقلال تهران در فصل ۷۱–۱۳۷۰
باشگاه فوتبال استقلال تهران در فصل ۷۱–۱۳۷۰ چهل و ششمین فصل فعالیت باشگاه استقلال در فوتبال ایران است. استقلال در این فصل در هفت جام مختلف به میدان رفت و در نهایت با دو قهرمانی و دو عنوان دومی توانست فصل را به پایان برساند تا یکی از درخشان‌ترین و پربارترین فصل‌های تاریخ این باشگاه به ثمر رسد.
استقلال در این فصل در لیگ‌های استان تهران و آزادگان شرکت کرد و توانست قهرمان لیگ تهران و نائب قهرمان لیگ آزادگان شود. این فصل آخرین فصل از جام باشگاه های تهران بود. استقلال که در لیگ قدس ۶۹–۱۳۶۸ قهرمان شده بود و به عنوان قهرمان ایران در تورنومنت ۲۱ تیمی لیگ قهرمانان آسیا ۹۱–۱۹۹۰ شرکت کرده بود توانست در این فصل در ادامه این بازی‌ها شرکت کند و با شکست رفت و برگشت السد قطر در تهران و دوحه و گذشتن از سد محمدان داکا ، بانک بانکوک ، ۲۵ آوریل و پلیتاجایا به فینال داکا برابر دربرابر باشگاه فوتبال لیائونینگ رسید و با شکست ۲-۱ آنها به دومین عنوان قهرمانی خود در آسیا دست یافت ؛ استقلال از همان شروع فصل قصد داشت عنوان قهرمانی این جام را از آن خود کند تا برای دومین بار به مقام قهرمانی در آسیا برسد. در پاییز همین فصل و در آخرین روزهای ۱۹۹۱ میلادی استقلال در لیگ قهرمانان آسیا ۱۹۹۱ نیز شرکت کرد و با وجود صعود به دیدار فینال در نهایت در ضربات پنالتی مغلوب الهلال عربستان شد و نتوانست از عنوان قهرمانی‌اش دفاع کند. دیگر جام این فصل استقلال جام حذفی ۷۱–۱۳۷۰ بود که با حذف استقلال در مرحله یک چهارم نهایی همراه بود تا استقلال در این جام بر خلاف جام‌های دیگر به موفقیت نرسد.

## پیش‌زمینه
استقلال در حالی به استقبال این فصل رفت که فصل قبل در جام باشگاه‌های تهران به مقام دومی رسیده بود. استقلال در فینال جام حذفی ایران نیز در دیدار فینال در ضربات پنالتی مغلوب ملوان شد تا فصل را با دو عنوان دومی به پایان برساند. مرحله گروهی جام باشگاه‌های آسیا ۹۱–۱۹۹۰ نیز در تابستان ۱۳۶۹ برگزار شد و استقلال موفق به صعود از گروه خود شد اما به دلیل جنگ خلیج فارس و بحران در منطقه برگزاری مرحله یک چهارم نهایی این جام بارها به تعویق افتاد تا در نهایت در تابستان ۱۳۷۰ این بازی‌ها در بنگلادش انجام شوند. تیم ملی ایران نیز در مهر ۱۳۶۹ با ترکیبی که عمدتاً بر اساس بازیکنان استقلال چیده شده بود توانست قهرمان بازی‌های آسیایی ۱۹۹۰ شود تا بازیکنان استقلال با تجربه حضور و قهرمانی در یک تورنمنت بین‌المللی پا به این فصل بگذارند.
در این فصل ادوین بونژاک مجاری به عنوان کمک مربی به تیم استقلال پیوست و علاوه بر مشاوره در امور فنی کارهای بدنسازی را نیز زیر نظر داشت.

## بازیکنان
استقلال در آغاز فصل بازیکنانی همچون جواد زرینچه و محسن گروسی را از دست داده بود. از دیگر سو مجید نامجومطلق بعد از یک فصل دوری از استقلال و حضور در السد قطر به این تیم بازگشته بود. بدین ترتیب ترکیب استقلال با کمترین تغییر ممکن نسبت به فصل قبل روبرو شد. دیگر بازیکنان این فصل استقلال عبارت بودند از: حمید بابازاده، احمدرضا عابدزاده، رضا حسن‌زاده، خسرو پارسا، مهدی فنونی‌زاده، شاهین بیانی، جعفر مختاری‌فر، فرشاد فلاحت‌زاده، عبدالعلی چنگیز، صادق ورمزیار، ایمان عالمی، عبدالصمد مرفاوی، امیر دولت‌آبادی، عباس سرخاب، رضا احدی، امیر موسوی‌نیا، مسعود غفوریهای اصل، ناصر عباسی، میرشاد ماجدی، امیر هاشمی‌مقدم، سعید مظاهری، مهرداد رحمانی و امیر هوشنگ عبدالملکی.

## مرور فصل

بونژاک مربی مجاری در کنار منصور پورحیدری

استقلال از اردیبهشت ماه در جام باشگاه‌های تهران شرکت کرد. این آخرین حضور استقلال در این جام بود و این جام در نهایت در بهمن ماه به استقلال رسید. در تیر ماه استقلال بعد از اردویی ده روزه در شهر رامسر به بنگلادش رفت و در مرحله حذفی جام باشگاه‌های آسیا شرکت کرد. این جام در نهایت با قهرمانی استقلال به پایان رسید. استقلال در فینال این بازی‌ها توانست لیائونینگ، مدافع عنوان قهرمانی را مغلوب کند. استقلال در مرحله گروهی که تابستان ۱۳۶۹ برگزار شد نیز توانسته بود السد، قهرمان دو فصل پیشین را حذف کند.
استقلال از مرداد ماه و پس از بازگشت از بنگلادش در نخستین دوره لیگ آزادگان شرکت کرد. این لیگ که جدیدترین تلاش فدراسیون فوتبال ایران برای  یک لیگ سراسری در ایران بود از مرداد آغاز شد و نهایتاً در تیر ۱۳۷۰ با قهرمانی پاس و نائب قهرمانی استقلال پایان یافت.
استقلال در جام حذفی ۷۱–۱۳۷۰ بر خلاف دیگر جام‌های این فصل موفق نبود و با حذف با نتیجه ۰–۱ در مجموع دو بازی رفت و برگشت برابر ماشین‌سازی تبریز در مرحله یک چهارم نهایی وداع زود هنگامی با این جام داشت.

## بازی‌ها

### لیگ آزادگان
منبع
| ۲ تیر ۱۳۷۰ ۱ | استقلال تهران                                   | ۳–۰ | استقلال اهواز | تهران                                               |
|              | نامجومطلق ۱۰' · عالمی ۴۷' · عباسی ۹۰' · حسن‌زاده |     |               | ورزشگاه: آزادی تماشاگران: ۷۰۰۰۰ داور: علیرضا قویدست |

| ۷ تیر ۱۳۷۰ ۲ | استقلال تهران | ۰–۰ | پاس تهران | تهران                                             |
|              | شاهین بیانی   |     | استیلی    | ورزشگاه: آزادی تماشاگران: ۶۰۰۰۰ داور: منوچهر نظری |

| ۲۵ مرداد ۱۳۷۰ ۳ | استقلال رشت                        | ۰–۱ | استقلال تهران                      | رشت                                                    |
|                 | علی قوی پنجه کریم سرپرست رضا بهشتی |     | فنونی‌زاده ۵۹' · ورمزیار · بابازاده | ورزشگاه: عضدی رشت تماشاگران: ۲۰۰۰۰ داور: یداله سلیمانی |

| ۱ شهریور ۱۳۷۰ ۴ | استقلال تهران              | ۲–۱ | تراکتورسازی تبریز | تهران                                              |
|                 | نامجومطلق ۳۹' · مرفاوی ۴۹' |     | دین‌محمدی ۷۰'      | ورزشگاه: آزادی تماشاگران: ۱۸۰۰۰ داور: حسین خوشخوان |

| ۳ آبان ۱۳۷۰ ۵ | ملوان انزلی | ۰–۰ | استقلال تهران      | انزلی                                                 |
|               | پورغلامی    |     | قلعه‌نویی فلاحت‌زاده | ورزشگاه: تختی انزلی تماشاگران: ۲۰۰۰۰ داور: حسین عسگری |

| ۱۰ آبان ۱۳۷۰ ۶ | کما شیراز       | ۰–۱ | استقلال تهران         | شیراز                                                         |
|                | محمود فلاحی‌پور  |     | مرفاوی ۱' · عالمی '۷۴ | ورزشگاه: شهدای ارتش شیراز تماشاگران: ۲۰۰۰۰ داور: عبود سنگاشکن |

| ۲۷ دی ۱۳۷۰ ۷ | استقلال تهران                        | ۳–۱ | سپاهان اصفهان                  | تهران                                              |
|              | شاهرخ بیانی ۲۵'، ۳۸' · فنونی‌زاده ۳۴' |     | رامین محمدی ۶۵' · جمشید رعنابی | ورزشگاه: آزادی تماشاگران: ۲۰۰۰۰ داور: عبود سنگاشکن |

| ۱۳ بهمن ۱۳۷۰ ۸ | تراکتورسازی تبریز | ۰–۰ | استقلال تهران            | تبریز                                                  |
|                | سعید صالح‌زاده     |     | حسن‌زاده فنونی‌زاده مرفاوی | ورزشگاه: تختی تبریز تماشاگران: ۲۰۰۰۰ داور: حسین تهرانی |

| ۲۵ بهمن ۱۳۷۰ ۹                                                       | استقلال تهران | ۱–۰ | نساجی مازندران | تهران                                              |
|                                                                      | ماجدی ۲۵'     |     | غدیر غفاری     | ورزشگاه: آزادی تماشاگران: ۲۰۰۰۰ داور: عبود سنگاشکن |
| یادداشت: در این بازی بونژاک برای آخرین بار بر روی نیمکت استقلال نشست |               |     |                |                                                    |

| ۳۰ بهمن ۱۳۷۰ ۱۰ | جنوب اهواز                             | ۱–۱ | استقلال تهران                     | اهواز                                                   |
|                 | حردانی ۲۰' · محمد عارف‌نیا · حمید حلافی |     | حسن‌زاده ۲۹' · فنونی‌زاده · حسن‌زاده | ورزشگاه: تختی اهواز تماشاگران: ۳۰۰۰۰ داور: حسین خوشخوان |

| ۶ اسفند ۱۳۷۰ ۱۱                                                                 | استقلال تهران | (۳)–(۰) | جنوب اهواز | تهران          |
|                                                                                 |               |         |            | ورزشگاه: آزادی |
| یادداشت: به علت حاضر نشدن تیم جنوب اهواز بازی سه بر صفر به سود استقلال اعلام شد |               |         |            |                |

| ۹ اسفند ۱۳۷۰ ۱۲ | استقلال تهران                                    | ۲–۱ | ابومسلم مشهد           | تهران                                            |
|                 | ماجدی ۲۷' · مرفاوی ۳۲' · فلاحت‌زاده · شاهرخ بیانی |     | رضا قرائی ۵۵' (پنالتی) | ورزشگاه: آزادی تماشاگران: ۱۵۰۰۰ داور: حسین عسگری |

| ۱۵ اسفند ۱۳۷۰ ۱۳ (دربی ۳۶) | استقلال تهران                                                 | ۲–۰ | پیروزی تهران          | تهران                                             |
|                            | مرفاوی ۸' · ورمزیار ۱۵' · موسوی‌نیا · غفوریهای اصل · فنونی‌‌زاده |     | فنونی‌زاده مرادی محرمی | ورزشگاه: آزادی تماشاگران: ۷۰۰۰۰ داور: احمد ابهران |

| ۲۳ فروردین ۱۳۷۱ ۱۴ | استقلال اهواز                  | ۱–۲ | استقلال تهران  | اهواز                                                 |
|                    | غلام پاکدل ۹۱' (پنالتی) · یزدی |     | سرخاب ۳۲'، ۸۶' | ورزشگاه: تختی اهواز تماشاگران: ۲۵۰۰۰ داور: مهدی اخوان |

| ۲۸ فروردین ۱۳۷۱ ۱۵ | پاس تهران                                              | ۴–۲ | استقلال تهران                                      | تهران                                             |
|                    | مدیرروستا ۲۵' · استیلی ۴۲'، ۷۵' · رضایی‌منش ۵۲' · یوسفی |     | فنونی‌زاده ۸۳' (پنالتی) · حسن‌زاده ۸۹' · شاهین بیانی | ورزشگاه: آزادی تماشاگران: ۶۰۰۰۰ داور: احمد ابهران |

| ۳۱ فروردین ۱۳۷۱ ۱۶ | نساجی مازندران           | ۱–۱ | استقلال تهران                       | قائم شهر                                                |
|                    | سعید صیامی ۳۳' · جغتاپور |     | حسن‌زاده ۳۰' · شاهرخ بیانی · ورمزیار | ورزشگاه: وطنی قائم‌شهر تماشاگران: ۲۵۰۰۰ داور: محمد فنایی |

| ۴ اردیبهشت ۱۲۷۱ ۱۷ | استقلال تهران                         | ۱–۱ | استقلال رشت                           | تهران                                            |
|                    | هاشمی‌مقدم ۸۴' · شاهین بیانی · حسن‌زاده |     | اکبر فرضی ۷۳' · حسن فروغی · رضا بهشتی | ورزشگاه: آزادی تماشاگران: ۱۵۰۰۰ داور: محمد ریاحی |

| ۹ اردیبهشت ۱۲۷۱ ۱۸ | استقلال تهران | ۰–۰ | کما شیراز   | تهران                                                  |
|                    | فلاحت‌زاده     |     | محسن تقی‌پور | ورزشگاه: آزادی تماشاگران: ۳۰۰۰۰ داور: علی‌نقی مصطفی‌نژاد |

| ۲ تیر ۱۳۷۱ ۲۲ | ابومسلم مشهد                                     | ۲–۲ | استقلال تهران                        | تهران                                                  |
|               | علی گلی ۸' · مسعود حنطه ۴۴' · عزیزی · رمضان شکری |     | مرفاوی ۲۱' · حسن‌زاده ۶۰' · فلاحت‌زاده | ورزشگاه: آزادی تهران تماشاگران: ۱۰۰۰۰ داور: حسین عسگری |

#### جایگاه در جدول
| رتبه | باشگاه        | بازی | برد | مساوی | باخت | گل‌زده | گل‌خورده | تفاضل گل | امتیاز |
| ---- | ------------- | ---- | --- | ----- | ---- | ----- | ------- | -------- | ------ |
| ۱    | پاس تهران     | ۲۲   | ۱۴  | ۶     | ۲    | ۳۲    | ۱۱      | ۲۱       | ۳۴     |
| ۲    | استقلال تهران | ۲۲   | ۱۲  | ۸     | ۲    | ۳۰    | ۱۵      | ۱۵       | ۳۲     |
| ۳    | پیروزی تهران  | ۲۲   | ۱۳  | ۵     | ۴    | ۳۰    | ۱۲      | ۱۸       | ۳۱     |

منبع

### قهرمانی باشگاه‍های تهران
| ۱۹ اردیهبشت ۱۳۷۰ ۱ | استقلال تهران                   | ۱–۰ | آرارات تهران | تهران                                            |
|                    | قلعه‌نویی ۸۱' · پارسا · قلعه‌نویی |     | پطروسیان     | ورزشگاه: آزادی تماشاگران: ۷۰۰۰۰ داور: محمد ریاحی |

| ۲۷ اردیهبشت ۱۳۷۰ ۲                                                         | استقلال تهران                    | ۲–۰ | ژاندارمری تهران | تهران                                             |
|                                                                            | فنونی‌زاده ۷' · ماجدی ۲۸' · پارسا |     |                 | ورزشگاه: آزادی تماشاگران: ۷۵۰۰۰ داور: هادی دزفولی |
| یادداشت: این تیم چند هفته بعد از برگزاری این بازی به انتظام تغییر نام داد. |                                  |     |                 |                                                   |

| ۱۴ تیر ۱۳۷۰ ۶ | استقلال تهران                                           | ۳–۱ | دارایی تهران                            | تهران                                            |
|               | فنونی‌زاده ۳' · قلعه‌نویی ۹۳' · غفوریهای اصل ۹۶' · نعلچگر |     | محمود سجادی ۱۵' (پنالتی) · محمد فلاحتی  | ورزشگاه: آزادی تماشاگران: ۸۰۰۰۰ داور: محمد ریاحی |

| ۲۹ مرداد ۱۳۷۰ ۷ | استقلال تهران                                                 | ۴–۰ | هما تهران | تهران                                                  |
|                 | مختاری‌فر ۲۳' · مرفاوی ۳۵'، ۶۷' (پنالتی) · چنگیز ۷۹' · ورمزیار |     |           | ورزشگاه: شیرودی تهران تماشاگران: ۲۵۰۰۰ داور: سعید رمضی |

| ۷ شهریور ۱۳۷۰ ۸ | استقلال تهران                       | ۳–۱ | کشتیرانی تهران                   | تهران                                            |
|                 | سرخاب ۱۲' · عالمی ۷۹' · حسن‌زاده ۸۹' |     | کمال سید احمدی ۴۴' · امیر قاسمی  | ورزشگاه: آزادی تماشاگران: ۴۰۰۰۰ داور: حسین عسگری |

| ۱۲ مهر ۱۳۷۰ ۹                                                      | استقلال تهران                     | ۰–۰ | پاس تهران    | تهران                                              |
|                                                                    | ورمزیار · مرفاوی  '۴۵ · فنونی‌زاده |     | محمد آینه‌چی  | ورزشگاه: آزادی تماشاگران: ۷۰۰۰۰ داور: حسین خوشخوان |
| یادداشت: غلامپور دروازه‌بان تیم پاس ضربه پنالتی مرفاوی را مهار کرد. |                                   |     |              |                                                    |

| ۱۷ آبان ۱۳۷۰ ۱۰ | استقلال تهران | ۰–۰ | کشاورز تهران | تهران                                             |
|                 |               |     |              | ورزشگاه: آزادی تماشاگران: ۱۰۰۰۰۰ داور: محسن زمانی |

| ۸ آذر ۱۳۷۰ ۱۱ | استقلال تهران                                        | ۴–۱ | بانک تجارت تهران              | تهران                                             |
|               | مرفاوی ۲۶'، ۸۹' (پنالتی) · سرخاب ۲۸' · هاشمی‌مقدم ۳۷' |     | طاهری‌ ۶۶' · عبدالوهاب اسلامی  | ورزشگاه: آزادی تماشاگران: ۷۰۰۰۰ داور: هادی دزفولی |

| ۱۰ دی ۱۳۷۰ ۱۲ | استقلال تهران | ۱–۱ | شاهین تهران                                | تهران                                            |
|               | فنونی‌زاده ۸۱' |     | حسین خوشکار ۳' · قاسم صنوبری · فریدون برقی | ورزشگاه: آزادی تماشاگران: ۱۵۰۰۰ داور: محسن زمانی |

| ۱۷ دی ۱۳۷۰ ۱۳ | استقلال تهران               | ۲–۱ | گسترش تهران                                             | تهران                                            |
|               | مرفاوی ۵۰'، ۷۳' · فلاحت‌زاده |     | مهدی‌ حامی‌فر ۳۸' · سعید تهمتن · علیرضا خادم · حبیب صالحی | ورزشگاه: آزادی تماشاگران: ۳۰۰۰۰ داور: محمد ریاحی |

| ۲۰ دی ۱۳۷۰ ۱۴ | استقلال تهران                | ۱–۰ | پورا تهران | تهران                                              |
|               | فنونی‌زاده ۱۶' · غفوریهای اصل |     |            | ورزشگاه: آزادی تماشاگران: ۳۰۰۰۰ داور: حسین خوشخوان |

| ۴ بهمن ۱۳۷۰ ۱۵ (دربی ۳۵) | استقلال تهران | ۰–۰ | پیروزی تهران | تهران                                             |
|                          |               |     |              | ورزشگاه: آزادی تماشاگران: ۱۰۰۰۰۰ داور: محسن زمانی |

#### جایگاه در جدول
منبع
| رتبه | باشگاه        | بازی | برد | مساوی | باخت | گل‌زده | گل‌خورده | تفاضل گل | امتیاز |
| ---- | ------------- | ---- | --- | ----- | ---- | ----- | ------- | -------- | ------ |
| ۱    | استقلال تهران | ۱۵   | ۱۰  | ۵     | ۰    | ۲۹    | ۸       | ۲۱       | ۲۵     |
| ۲    | پیروزی تهران  | ۱۵   | ۱۱  | ۲     | ۲    | ۲۷    | ۹       | ۱۸       | ۲۴     |
| ۳    | پاس تهران     | ۱۵   | ۸   | ۶     | ۱    | ۲۸    | ۱۱      | ۱۷       | ۲۴     |

### جام حذفی ایران
| ۱۲ آبان ۱۳۷۰ ۱/۸ نهایی | مرصاد شیراز                | ۱–۱ | استقلال تهران | شیراز                                                 |
|                        | علی زارع ۱۶' · مهدی جعفری  |     | قلعه‌نویی ۴۰'  | ورزشگاه: شهدای ارتش تماشاگران: ۲۰۰۰۰ داور: مهدی اخوان |

| ۱۱ بهمن ۱۳۷۰ ۱/۴ نهایی | ماشین‌سازی تبریز | ۰–۰ | استقلال تهران | تبریز                                                       |
| |                 |     |               | ورزشگاه: تختی تبریز تماشاگران: ۲۰۰۰۰ داور: علی‌نقی مصطفی‌نژاد |
| یادداشت: به دلیل مشکلاتی که در پروازهای تهران به تبریز ایجاد شد استقلال این بازی را ۱۰ نفره بازی کرد و تعدادی از بازیکنان تیم استقلال پس از پایان بازی به تبریز رسیدند |                 |     |               |                                                             |

| ۱۸ بهمن ۱۳۷۰ ۱/۴ نهایی | استقلال تهران | ۰–۱ | ماشین‌سازی تبریز | تبریز                                            |
|                        |               |     | محمد علوی ۱۱'   | ورزشگاه: آزادی تماشاگران: ۳۵۰۰۰ داور: محسن زمانی |

### جام حذفی تهران
| ۱۲ آذر ۱۳۷۰ مرحله اول                          | استقلال تهران | ۰–۰ (۱ – ۲ پنالتی)                                    | پورا تهران | تهران                                                |
|                                                | حسن‌زاده       |                                                       | سرخه‌ای     | ورزشگاه: شیرودی تماشاگران: ۷۰۰۰ داور: یدالله سلیمانی |
|                                                | ضربات پنالتی  |                                                       |            |                                                      |
| حسن‌زاده · چنگیز · ماجدی · غفوریهای‌اصل · مرفاوی |               | منصور علی · خسرو حاج خلیل · جواد منافی · یحیی گل‌محمدی |            |                                                      |

### جام باشگاه‌های آسیا ۹۱–۱۹۹۰
| ۲۸ تیر ۱۳۷۰ ۱/۴ نهایی | استقلال ایران          | ۲–۱ | ۲۵ آوریل کره‌شمالی | داکا، بنگلادش                  |
|                       | سرخاب ۳۳' · مرفاوی ۳۶' |     | پارک میون مون ۴۸' | ورزشگاه: ملی بنگاباندو داور: ؟ |

| ۳۰ تیر ۱۳۷۰ ۱/۴ نهایی | استقلال ایران  | ۲–۰ | بانک بانکوک تایلند | داکا، بنگلادش                                           |
|                       | مرفاوی ۳'، ۳۹' |     | سیریپونگ '۵۴       | ورزشگاه: ملی بنگاباندو تماشاگران: ۱۰۰۰۰ داور: یوسف محمد |

| ۱ مرداد ۱۳۷۰ ۱/۴ نهایی | محمدان بنگلادش             | ۱–۱ | استقلال تهران                                    | داکا، بنگلادش                                          |
|                        | فاضل محمد حسن ۲۶' · رفسی   |     | نعلچگر ۶۵' · مرفاوی · غفوریهای اصل · شاهرخ بیانی | ورزشگاه: ملی بنگاباندو تماشاگران: ۲۰۰۰۰ داور: سلیم سعد |

| ۵ مرداد ۱۳۷۰ نیمه‌نهایی | استقلال ایران                        | ۲–۰ | پلیتاجایا اندونزی | داکا، بنگلادش                          |
|                        | سرخاب ۲۱' · شاهرخ بیانی ۲۵' · نعلچگر |     | هری  بانگ         | ورزشگاه: ملی بنگاباندو تماشاگران: ۵۰۰۰ |

| ۷ مرداد ۱۳۷۰ فینال | استقلال ایران                | ۲–۱ | لیائونینگ چین | داکا، بنگلادش                           |
|                    | حسن‌زاده ۲۲' · صمد مرفاوی ۷۵' |     | ژونگ هوی ۵۰'  | ورزشگاه: ملی بنگاباندو تماشاگران: ۱۵۰۰۰ |

منبع

### جام باشگاه‌های آسیا ۱۹۹۱
| ۲۴ آبان ۱۳۷۰ مقدماتی | التلال یمن | ۰–۰ | استقلال ایران | عدن، یمن           |
|                      |            |     |               | ورزشگاه: ؟ داور: ؟ |

| ۱ آذر ۱۳۷۰ مقدماتی | استقلال ایران                                               | ۵–۰   | التلال یمن | تهران، ایران                                       |
|                    | هاشمی‌مقدم ۸' · سرخاب ۲۰' · شاهرخ بیانی ۲۸'، ۷۹' · چنگیز ۸۹' | گزارش |            | ورزشگاه: آزادی تماشاگران: ۷۰۰۰۰ داور: اسحاق ابوعلی |

| ۲۴ آذر ۱۳۷۰ ۱/۴ نهایی | استقلال ایران | ۰–۱ | الهلال عربستان              | دوحه، قطر                                           |
|                       | پارسا         |     | الثنایان ۶۳' · طارق العوضی  | ورزشگاه: نادی العربی تماشاگران: ۵۰۰۰ داور: وانگ کیم |

| ۲۶ آذر ۱۳۷۰ ۱/۴ نهایی | استقلال ایران | ۱–۱ | ۲۵ آوریل کره‌شمالی | دوحه، قطر                                             |
|                       | سرخاب ۴۵'     |     | کانگ سون ایل ۱۵'  | ورزشگاه: نادی العربی تماشاگران: ۳۰۰۰ داور: محمد سنجوب |

| ۲۹ آذر ۱۳۷۰ نیمه‌نهایی | الریان قطر                                      | ۱–۲ | استقلال ایران                                    | دوحه، قطر                                         |
|                       | فیصل آدم محمود ۸' · یوسف الجمال · راشد شامی '۹۰ |     | چنگیز ۸۷' · سرخاب ۸۹' · مرفاوی · شاهرخ بیانی '۹۰ | ورزشگاه: القطر تماشاگران: ۵۰۰۰ داور: اسحاق الشامی |

| ۱ دی ۱۳۷۰ فینال                                | استقلال ایران                                                 | ۱–۱ (۲–۳ پنالتی)                                      | الهلال عربستان                                                                                          | دوحه، قطر                                        |
|                                                | هاشمی‌مقدم ۵۸' · بیانی '۱۴ · ورمزیار · حسن‌زاده · موسوی‌نیا '۱۱۰ |                                                       | الحبشی ۷۲' · طارق العوضی '۳۹ · منصور المونج '۵۸ · سفوک التمیات '۶۳ · یوسف الدوسری '۶۹ · یوسف الثنیان '؟ | ورزشگاه: نادی العربی تماشاگران: ۱۰۰۰۰ داور: وانگ |
|                                                | ضربات پنالتی                                                  |                                                       | |                                                  |
| حسن‌زاده · ورمزیار · فنونی‌زاده · مرفاوی · سرخاب |                                                               | حسن الحبشی · یوسف الثنیان · یوسف الجاسم · منصور الحمد | |                                                  |

منبع

### جام استقلال قطر
| ۱۸ شهریور ۱۳۷۰ ۱ | استقلال ایران               | ۵–۱ | الطیران مصر | دوحه، قطر |
|                  | سرخاب · نامجومطلق · حسن‌زاده |     |             |           |

| ۲۰ شهریور ۱۳۷۰ ۲ | استقلال ایران            | ۲–۰ | الظفار عمان | دوحه، قطر |
|                  | قلعه‌نویی ۱۰' · سرخاب ۶۵' |     |             |           |

| ۲۲ شهریور ۱۳۷۰ ۳ | استقلال ایران                                  | ۵–۱ | الشمال قطر  | دوحه، قطر |
|                  | قلعه‌نویی ۷'، ۲۵' · سرخاب ۴۶'، ۷۵' · نعلچگر ۸۷' |     | الصبحی  ۱۵' |           |

| ۲۴ شهریور ۱۳۷۰ ۴ | استقلال ایران | ۱–۰ | الوکره قطر | دوحه، قطر |
|                  | سرخاب         |     |            |           |

| ۲۶ شهریور ۱۳۷۰ نیمه‌نهایی | استقلال ایران | ۱–۰ | الترسانه مصر | دوحه، قطر |
|                          | سرخاب         |     |              |           |

| ۲۸ شهریور ۱۳۷۰ فینال                                        | استقلال ایران | ۱–۱ (۴–۳ پنالتی)      | الوکره قطر | دوحه، قطر |
|                                                             | چنگیز         |                       |            |           |
|                                                             | ضربات پنالتی  |                       |            |           |
| سرخاب · ورمزیار · نامجومطلق · مرفاوی · فنونی‌زاده · مختاری‌فر |               | ؟ · ؟ · ؟ · ؟ · ؟ · ؟ |            |           |

منبع

### بازی دوستانه
| فروردین ۱۳۷۰ دوستانه ۱ | صنعت نفت جزیره خارک | ۱–۴ | استقلال تهران                | خارک |
|                        | حسن‌زاده  (گل‌به‌خودی) |     | یکه  · ورمزیار  · فلاحت‌زاده  |      |

| فروردین ۱۳۷۰ دوستانه ۲ | استقلال خارک  | ۱–۵ | استقلال تهران                                   | خارک |
|                        | غلام رویین‌تن  |     | ماجدی  · عباسی  · موسوی‌نیا  · ورمزیار  · یکه  · |      |

| اردیبهشت ۱۳۷۰ دوستانه ۳ | منتخب خارک | v | استقلال تهران | خارک |

| اردیبهشت ۱۳۷۰ دوستانه ۴ | منتخب آزادی و سروش گناوه | ۰–۲ | استقلال تهران | گناوه                             |
|                         |                          |     |               | ورزشگاه: ورزشگاه شهید سراجی گناوه |

| اردیبهشت ۱۳۷۰ دوستانه ۵ | اداره کل منابع طبیعی مازندران | ۰–۲ | استقلال تهران | نوشهر                |
|                         |                               |     | مرفاوی        | ورزشگاه: شهدای نوشهر |

| ۲۱ مرداد ۱۳۷۰ دوستانه ۷ | استقلال ایران | ۰–۱ | گراس‌هاپر زوریخ | تهران                              |
|                         |               |     | پیتر چتار ۳۶'  | ورزشگاه: آزادی داور: علیرضا قویدست |

| شهریور ۱۳۷۰ دوستانه ۸ | السد قطر | ۱ – ۰ | استقلال ایران | قطر، دوحه |

| ۲ آبان ۱۳۷۰ دوستانه ۸                                                   | استقلال                                 | ۴–۰ | بنیاد جانبازان | تهران |
|                                                                         | ورمزیار  · عالمی  · مظاهری  · عابدزاده  |     |                |       |
| یادداشت: عابدزاده در این بازی یک گل زد و یک ضربه پنالتی را نیز خراب کرد |                                         |     |                |       |

| ۴ اسفند ۱۳۷۰ دوستانه ۹ | منتخب استقلال و پیروزی | ۰–۱ | مک دونالد اتریش | تهران                          |
|                        |                        |     | آسن هینتون ۲۴'  | ورزشگاه: آزادی داور: رضا حیدری |

## آمار فصل

### عملکرد کلی تیم در فصل

بازی منتخب استقلال و پیروزی در برابر مک دونالد اتریش

منبع: رقابت‌ها

### تعداد بازی
| #  | بازیکن              | مسابقات     | مسابقات        | مسابقات   | مسابقات        | مسابقات   | مسابقات   | جمع |
| #  | بازیکن              | لیگ آزادگان | جام حذفی ایران | لیگ تهران | جام حذفی تهران | آسیا ۱۹۹۱ | آسیا ۱۹۹۰ | جمع |
| -- | ------------------- | ----------- | -------------- | --------- | -------------- | --------- | --------- | --- |
| ۱  | فرشاد فلاحت‌زاده     | ۲۰          | ۶              | ۱۳        | ۱              | ۶         | ۳         | ۴۹  |
| ۲  | مهدی فنونی‌زاده      | ۱۹          | ۴              | ۱۵        | ۰              | ۶         | ۵         | ۴۹  |
| ۳  | صمد مرفاوی          | ۲۰          | ۴              | ۱۱        | ۱              | ۶         | ۵         | ۴۷  |
| ۴  | شاهین بیانی         | ۱۳          | ۴              | ۱۵        | ۰              | ۶         | ۵         | ۴۳  |
| ۵  | صادق ورمزیار        | ۱۸          | ۲              | ۱۱        | ۰              | ۶         | ۳         | ۴۰  |
| ۶  | امیر موسوی‌نیا       | ۱۶          | ۴              | ۱۱        | ۱              | ۴         | ۲         | ۳۸  |
| ۷  | رضا حسن‌زاده         | ۱۸          | ۱              | ۸         | ۱              | ۵         | ۴         | ۳۷  |
| ۸  | عباس سرخاب          | ۱۶          | ۲              | ۸         | ۰              | ۶         | ۵         | ۳۷  |
| ۹  | شاهرخ بیانی         | ۱۲          | ۲              | ۱۲        | ۰              | ۵         | ۵         | ۳۶  |
| ۱۰ | مسعود غفوریهای اصل  | ۱۸          | ۲              | ۹         | ۰              | ۱         | ۳         | ۳۳  |
| ۱۱ | ایمان عالمی         | ۱۵          | ۴              | ۱۰        | ۱              | ۱         | ۱         | ۳۲  |
| ۱۲ | جعفر مختاری‌فر       | ۱۲          | ۵              | ۹         | ۰              | ۰         | ۳         | ۲۹  |
| ۱۳ | احمدرضا عابدزاده    | ۸           | ۲              | ۸         | ۰              | ۵         | ۴         | ۲۷  |
| ۱۴ | حمید بابازاده       | ۱۳          | ۴              | ۷         | ۱              | ۱         | ۱         | ۲۷  |
| ۱۵ | میرشاد ماجدی        | ۹           | ۴              | ۱۱        | ۱              | ۱         | ۰         | ۲۶  |
| ۱۶ | غلامرضا نعلچگر      | ۸           | ۴              | ۴         | ۱              | ۲         | ۳         | ۲۲  |
| ۱۷ | خسرو پارسا          | ۹           | ۴              | ۵         | ۱              | ۲         | ۰         | ۲۱  |
| ۱۸ | عبدالعلی چنگیز      | ۳           | ۲              | ۹         | ۱              | ۳         | ۲         | ۲۰  |
| ۱۹ | ناصر عباسی          | ۱۱          | ۴              | ۴         | ۰              | ۰         | ۰         | ۱۹  |
| ۲۰ | امیر قلعه‌نویی       | ۳           | ۳              | ۹         | ۰              | ۰         | ۴         | ۱۹  |
| ۲۱ | امیر هاشمی‌مقدم      | ۸           | ۰              | ۵         | ۰              | ۴         | ۰         | ۱۷  |
| ۲۲ | مجید نامجومطلق      | ۳           | ۲              | ۶         | ۰              | ۰         | ۲         | ۱۳  |
| ۲۳ | رضا احدی            | ۸           | ۱              | ۰         | ۰              | ۰         | ۰         | ۹   |
| ۲۴ | مهدی ابطحی (۱)      | ۰           | ۰              | ۰         | ۰              | ۴         | ۰         | ۴   |
| ۲۵ | مهرداد رحمانی       | ۰           | ۱              | ۱         | ۱              | ۰         | ۰         | ۳   |
| ۲۶ | امیر دولت‌آبادی      | ۰           | ۱              | ۰         | ۰              | ۰         | ۰         | ۱   |
| ۲۷ | رسول عباسی          | ۰           | ۱              | ۰         | ۰              | ۰         | ۰         | ۱   |
| ۲۸ | محمود رضایی         | ۰           | ۱              | ۰         | ۰              | ۰         | ۰         | ۱   |
| ۲۹ | مهدی پاشازاده       | ۰           | ۱              | ۰         | ۰              | ۰         | ۰         | ۱   |
| ۳۰ | سعید مظاهری         | ۰           | ۰              | ۰         | ۱              | ۰         | ۰         | ۱   |
| ۳۱ | امیرهوشنگ عبدالملکی | ۰           | ۰              | ۰         | ۱              | ۰         | ۰         | ۱   |

۱- به عنوان بازیکن کمکی در بازیهای جام باشگاههای آسیا برای استقلال بازی کردند

### کاپیتان‌های فصل
| رده | نام            | جام آزادگان | باشگاههای تهران | جام حذفی | جام باشگاهها ۱ | جمع |
| --- | -------------- | ----------- | --------------- | -------- | -------------- | --- |
| ۱   | شاهین بیانی    | ۱۱          | ۱۴              | ۴        | ۱۱             | ۴۰  |
| ۲   | شاهرخ بیانی    | ۵           | ۰               | ۰        | ۰              | ۵   |
| ۳   | غلامرضا نعلچگر | ۲           | ۱               | ۲        | ۰              | ۵   |
| ۴   | عبدالعلی چنگیز | ۱           | ۰               | ۰        | ۰              | ۱   |
| ۵   | رضا احدی       | ۱           | ۰               | ۰        | ۰              | ۱   |
| ۶   | جعفر مختاری‌فر  | ۱           | ۰               | ۰        | ۰              | ۱   |

۱- دو دوره از جام باشگاههای آسیا یکجا حساب شده است.
- فقط کاپیتان‌هایی که بازی را شروع کرده‌اند در این جدول قرار گرفته‌اند و کاپیتان‌های تعویضی محاسبه نشده‌اند.